# Рор-им-Кремсталь
Рор-им-Кремсталь (нем. Rohr im Kremstal) — коммуна (нем. Gemeinde) в Австрии, в федеральной земле Верхняя Австрия.
Входит в состав округа Штайр. Население составляет 1222 человека (на 31 декабря 2005 года). Занимает площадь 13,6 км². Официальный код — 41513.

## Политическая ситуация
Бургомистр коммуны — Вальтер Эльзингер (АНП) по результатам выборов 2003 года.
Совет представителей коммуны (нем. Gemeinderat) состоит из 19 мест.
- АНП занимает 12 мест.
- СДПА занимает 6 мест.
- Зелёные занимают 1 место.